# Пауль Вегенер
Па́уль Ве́генер (нім. Paul Wegener, 11 грудня 1874 — 13 вересня 1948) — німецький актор і режисер, один з основоположників кіноекспресіонізму.
«Вегенер був одержимий тією ж самою кінематографічною пристрастю, яка надихала Жоржа Мельєса ставити такі фільми, як „Подорож на Місяць“ або „Витівки диявола“. Але якщо добродушний французький режисер полонив дитячі душі лукавими трюками фокусника, німецький актор діяв на кшталт похмурого чарівника, який викликав демонічні сили, що дрімають в людині.» — Зігфрід Кракауер

## Біографія

### Життя і творчість
Народився 11 грудня 1874 року в Арнольсдорфі (Східна Пруссія, Німеччина) в сім'ї текстильного фабриканта Отто Вегенера і його дружини Анни. У 1883—1886 роках відвідував католицьку гімназію в Ресселі. У 1886—1893 роках під час навчання в гімназії в Кенігсберзі разом з друзями організував драматичний гурток. У 1894—1895 роках за бажанням батька вивчав юриспруденцію в Фрейбурзі і Лейпцизі, але відвідував передусім лекції з історії мистецтва і філософії. Коли він кинув навчання, щоб остаточно стати актором, батько позбавив його матеріальної підтримки. З 1896 року після приватних уроків акторської майстерності був актором в провінції, з 1905 року — в трупі Німецького театру Макса Рейнхардта в Берліні.
Як доброволець брав участь в Першій світовій війні, був поранений, нагороджений Залізним Хрестом. Через хворобу серця повернувся у Берлін, де спочатку грав у Макса Рейнхардта героїв класичного і сучасного репертуару, а після суперечки з метром — на сценах Мюнхена, Відня, Дармштадта, Мангейму та інших європейських міст. У 1929 р. вирушив у турне Південною Америкою.
З 1913 року знімався в кіно.

### Творчість у кіно
Широка популярність прийшла до Вегенера з роллю у фільмі «Празький студент» (нім. Der Student von Prag: ein romantisches Drama, 1913), який він також поставив як співрежисер.
Наступною значною роботою стала головна роль у фільмі «Голем» (нім. Der Golem, 1915). Образ оживленого магією глиняного боввана виявився настільки органічним для монументального Вегенера, що актор повернувся до нього ще двічі — у фільмах «Ґолем і танцівниця» (Der Golem und die Tänzerin, 1917) і «Ґолем, як він прийшов у світ» (Der Golem, wie er in die Welt kam, 1920); останній став одним з найбільш важливих фільмів німецького кіноекспресіонізму і класичним втіленням знаменитого сюжету.
У творчості Пауля Вегенера велике місце займали величні персонажі або негідники, зіграні ним у фільмах «Сумурун» (нім. Sumurun, 1920), «Дружина фараона» (нім. Das Weib des Pharao, 1922), «Лукреція Борджіа» (нім. Lucrezia Borgia, 1922), «Живі Будди» (нім. Lebende Buddhas, 1925), «Свенгалі» (нім. Svengali, 1927), «Альрауне» (нім. Alraune, 1928) та ін.
Вегенер продовжив працювати і в звуковому кіно, але так і не створив ролей, які порівнялися б за значенням з його більш ранніми роботами. Попри те, що в період націонал-соціалізму він знімався у низці пропагандистських фільмів, радянська окупаційна влада дала йому дозвіл на роботу, і він у свій час навіть був радником військового коменданта Берліна з питань культури. Виконав головну роль в спектаклі «Натан-мудрець» за п'єсою Лессінга, прем'єра якого відбулася 7 вересня 1945 року в Німецькому театрі в Берліні. В цій ролі він виступав понад 60 разів — доки не втратив на сцені свідомості.

## Особисте життя
Пауль Вегенер був одружений шість разів. Третьою і шостою його дружиною, що стала вдовою, була чеська театральна і кіноактриса Ліда Салмонова, яка грала з ним у низці фільмів, зокрема у серії про Ґолема. Двоюрідний брат Пауля Вегенера — відомий вчений-географ Альфред Вегенер.
Пауль Вегенер помер 13 вересня 1948 року в Берліні.

## Факти
- У 1931 році Пауль Вегенер відвідав Одесу, де в той час режисер Ервін Піскатор[ru], «лівий політичний театр» якого підтримував Вегенер, ставив свій фільм «Повстання рибалок»[3].

- В середині 1934 року Пауль Вегенер почав знімати стрічку «Червона смерть під Ригою» про боротьбу німецьких добровольців проти Червоної Армії в 1919 році, але фільм було знято з виробництва через протест уряду Латвії[3].

## Обрана фільмографія

### Актор
- 1913 — Празький студент / Der Student von Prag — Балдуїн, головна роль
- 1915 — Ґолем / Der Golem — Голем
- 1917 — Голем і танцівниця / Der Golem und die Tänzerin — Голем
- 1920 — Ґолем, як він прийшов у світ / Der Golem, wie er in die Welt kam — Голем
- 1920 — Сумурун[de] / Sumurun — Горбун, головна роль
- 1921 — Дружина фараона / Das Weib des Pharao
- 1922 — Лукреція Борджіа[en] / Lucrezia Borgia
- 1922 — Ваніна / Vanina
- 1925 — Живі Будди[de] / Lebende Buddhas
- 1926 — Маг / The Magician
- 1927 — Ткачі / Die Weber
- 1927 — Свенгалі[en] / Svengali
- 1928 — Альрауне / Alraune
- 1933 — Ганс Вестмар / Hans Westmar
- 1935 — …всього лише комедіант / …nur ein Komödiant
- 1939 — Безсмертне серце / Das unsterbliche Herz
- 1934 — Людина хоче до Німеччини / Ein Mann will nach Deutschland
- 1940 — Дівчина из Фаньо[en] / Das Mädchen von Fanö
- 1942 — Великий король[de]] / Der große König
- 1945 — Кольберг / Kolberg
- 1945 — Справа Моландера / Der Fall Molander
- 1948 — Великий мандарин / Der große Mandarin

### Режисер
- 1913 — Празький студент / Der Student von Prag (зі Стелланом Рійє)
- 1915 — Ґолем / Der Golem (з Хенріком Галеєном, сценарист)
- 1916 — Йоги / Der Yoghi (з Рохусом Глізе)
- 1916 — Весілля Рюбецаля / Rübezahls Hochzeit (з Рохусом Глізе)
- 1917 — Голем і танцівниця / Der Golem und die Tänzerin (з Рохусом Глізе)
- 1918 — Крисолов з Гамельна / Der Rattenfänger von Hameln
- 1920 — Ґолем, як він прийшов у світ / Der Golem, wie er in die Welt kam (з Карлом Безе, сценарист)
- 1925 — Живі Будди[de] / Lebende Buddhas
- 1934 — Людина хоче в Німеччину / Ein Mann will nach Deutschland
- 1936 — Москва — Шанхай / Moskau — Shanghai